# Et Andelsmejeri
Et Andelsmejeri er en dansk dokumentarfilm fra 1937 med instruktion og manuskript af H. Andersen.

## Handling
Mælkens vej fra yver til glasflaske.